# Poa disjecta
Poa disjecta är en gräsart som beskrevs av Pavel Nikolaevich Ovczinnikov. Poa disjecta ingår i släktet gröen, och familjen gräs. Inga underarter finns listade i Catalogue of Life.